# Гулам Мустафа Джатой
Гулам Мустафа Джатой (урду بینظیر بھٹو; 14 серпня 1931, Нью Джат, округ Навабшах, бомбейська президентство, Британська Індія — 20 листопада 2009, Лондон, Велика Британія) — пакистанський політичний діяч, прем'єр-міністр Пакистану (1990).

## Біографія
Народився в сім'ї політичного діяча (його дід був членом Законодавчих зборів Бомбея, батько — членом Законодавчих зборів Синда). Після закінчення гімназії в Карачі відправився здобувати вищу освіту в Кембридж, але в 1952 році був змушений повернутися на батьківщину через серйозну хворобу батька, в тому ж році був обраний головою зборів депутатів району Навабшах, ставши наймолодшим головою окружної ради на субконтиненті.
У 1956 році був обраний в першу провінційну асамблею Західного Пакистану.
У 1958—1970 рр. — депутат парламенту провінції Західний Пакистан.
У 1967 році був одним з членів-засновників Пакистанської народної партії (ПНП) разом з Зульфікаром Алі Бхутто і його довіреною особою до самої смерті Бхутто.
Обирався членом Національних зборів Пакистану в 1962, 1965, 1970, 1989, 1990, 1993 і 1997 роках. Також був обирався в провінційну асамблею Синда в 1973 і 1977 роках.
У 1971—1973 роках — міністр політичних справ; портів і судноплавства; зв'язку; нафти і природних ресурсів; інформаційних технологій; залізниць і телекомунікацій в федеральному уряді прем'єр-міністра З. А. Бхутто.
У 1973—1977 роках — головний міністр провінції Сінд.
Після введення воєнного стану приєднався до опозиційного блоку «Рух за відновлення демократії». Двічі був арештований (в 1983 і 1985 рр.).
У 1986 році створив Національну народну партію (ННП), що стала ведучою лівою партією Пакистану. У 1988 році став засновником Ісламського демократичного альянсу (ІДА), який об'єднав опозицію і пізніше оскаржував перемогу ПНП на виборах.
У 1989 році обраний в Національні збори, ставши лідером об'єднаних опозиційних партій.
У 1990 році після відставки уряду Беназір Бхутто призначено в. о. прем'єр-міністра Пакистану.
Згодом він об'єднався з Бхутто, добившись відставки в 1993 році з поста прем'єр-міністра авторитарного Наваза Шаріфа. Після виборів 1996 року приєднався до уряду Беназір Бхутто в якості партнера по коаліції. На загальних виборах 2002 року його партія була домінуючим партнером в очолюваному ним блоці Національний Альянс (НА виграв 16 місць в Національних зборах, 16 місць в зборах провінції Сінд і три місця в Сенаті).
Його син Гулам Муртаза Хан Джат в 2011 році переміг на виборах до Національних зборів (від ННП). Другий син, Аріф Мустафа Джат (колишній міністр продовольства і сільського господарства) і ще один син, Масрур Джат виграли обидва місця в зборах провінції Сінд. Молодший син, Асіф Мустафа Джат є сенатором. Це встановило рекорд в якому четверо синів політичного діяча одночасно присутні у всіх трьох законодавчих органах, тобто провінційному зборах, Національних зборах і Сенаті.